# Astrid Ivask
Astrid Ivask (n. 7 august 1926, Riga, Interwar Latvia⁠(d) – d. 24 martie 2015, Riga, Letonia) a fost o poetă letono-americană.

## Biografie
S-a născut la Riga sub numele de Astrīde Helēna Hartmane, ca fiică a lui Mārtiņš Hartmanis, general al Armatei Letone, și a Irmei Marija Hartmane. Fratele ei este informaticianul Juris Hartmanis. În urma ocupării sovietice a Letoniei din 1940, generalul Hartmanis a fost luat prizonier de Uniunea Sovietică. A fost executat în 1941, dar familia sa nu a aflat de soarta lui decât după destrămarea URSS în 1991.
Astrid Ivask, împreună cu mama și cu fratele ei, au părăsit Letonia și au ajuns în tabere de refugiați în Germania în 1944. Ea a studiat limbi străine la Universitatea din Marburg. Mai târziu, a scris „În Marburg-pe-Laan mi s-a deschis viața intelectuală europeană. În trei ani, la universitate, am lucrat cu șapte limbi străine, unele vii, altele moarte cu mult timp în urmă și m-am căsătorit în zona culturii fino-ugrice”. Și-a finalizat masteratul în 1949. În același an s-a căsătorit cu poetul eston Ivar Ivask, care își obținuse doctoratul în literatură și istoria artei acolo, și s-au mutat în Statele Unite, unde Ivar Ivask fusese angajat ca membru al facultății la Colegiul St. Olaf din Minnesota.
În 1967 s-au mutat în Norman, Oklahoma, unde Ivar Ivask a devenit profesor de limbi și literaturi moderne la Universitatea din Oklahoma. A deținut funcția de profesor adjunct predând limbile rusă, germană și franceză. Ivar Ivask a fost redactor la revista literară a universității World Literature Today, iar cuplul a găzduit mulți autori și critici în casa lor și a participat la lecturi și evenimente literare.
În 1991, cuplul s-a mutat în comitatul Cork, Irlanda, dar Ivar Ivask a murit în 1992. Ulterior, Astrid Ivask s-a întors la Riga în 2001.

## Lucrări
Primul volum de poezii al lui Astrid Ivask a fost Ezera kristības („Botezul lacului”, 1966).  A mai publicat apoi alte volume precum Ziemas tiesa („Judecata din iarnă”, 1968), Solis silos („Un pas în pădure”, 1973), Līču loki („Golfuri curbate”, 1981), At the Fallow’s Edge („La marginea pârloagei”, 1981), Gaisma ievainoja („Lumina rănită”, 1982). O mare parte a operei sale poetice a fost scrisă în limba letonă, dar un volum intitulat Oklahoma Poems (1990) a apărut direct în engleză. Mai târziu a fost publicată o antologie de poezii traduse intitulată Wordings (1987).
A mai publicat și alte cărți precum volumul de poezii și povestiri pentru copii Pārsteigumi un atklājumi („Surprize și descoperiri”, 1984) și un volum de schițe poetice de călătorie intitulat Līču loki: Ainas un ainavas („Golfuri curbate: vederi și peisaje”, 1981), ilustrat cu fotografii realizate de Ivar Ivask.

## Premii și onoruri
A fost distinsă cu Premiul Zinaida Lazda pentru Ziemas tiesa și Premiul Fundației pentru Cultură a Letonilor pentru Literatură pentru Solis silos. A câștigat Premiul de proză Jānis Jaunsudrabiņš pentru schițele de călătorie. Pārsteigumi un atklājumi a obținut Premiul Goppers. Opera sa Licu loki a câștigat Premiul pentru proză „Jānis Jaunsudrabiņš”. A fost distinsă cu Ordinul celor Trei Stele din Letonia, Ordinul Stelei Albe din Estonia și Premiul anual al Uniunii Scriitorilor din Letonia pentru contribuțiile sale la promovarea culturii și literaturii.